# Confédération générale des vignerons du Midi

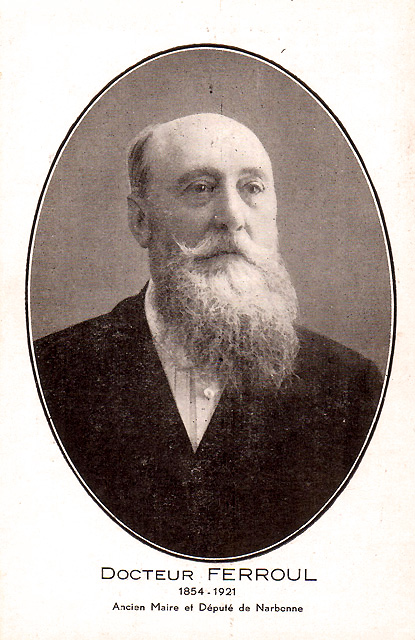
Ernest Ferroul, premier président de la Confédération générale de vignerons du Midi

La Confédération générale des vignerons du Midi est la première organisation d'un grand secteur agricole. Elle est créée à Narbonne, le 22 septembre 1907, sous la présidence d'Ernest Ferroul. Son but est de réaliser une union sacrée entre les petits et les grands producteurs viticoles. 

## Contexte historique
En 1907, une crise sans précédent frappe la viticulture du Languedoc-Roussillon. Les viticulteurs s’estiment de plus en plus menacés et mettent en cause l'importation des vins d’Algérie qui arrivent par le port de Sète et la chaptalisation. 
« Depuis l'épidémie de phylloxéra, le pays n'avait pas connu une semblable misère. Il y avait trois ans qu'elle montait. Les vignerons tournaient dans leurs caves comme des fauves autour de leurs grilles. Les ouvriers sans travail promenaient par les rues leurs visages terreux. Des femmes aux chignons croulants montraient le poing au ciel. Les enfants pleuraient. Jamais la détresse humaine n'était apparue plus poignante que dans ce terroir d'abondance et de soleil ». 

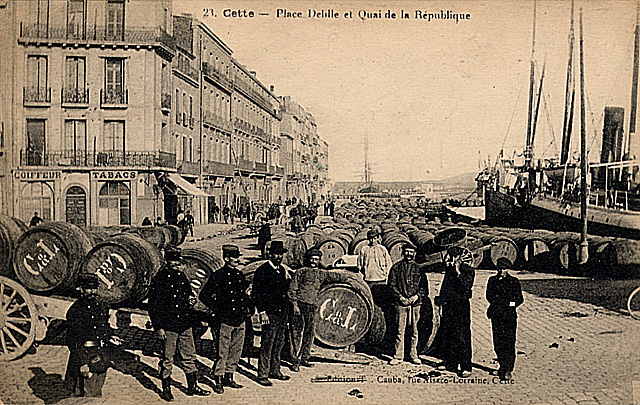
Débarquement des vins d'Algérie sous contrôle douanier

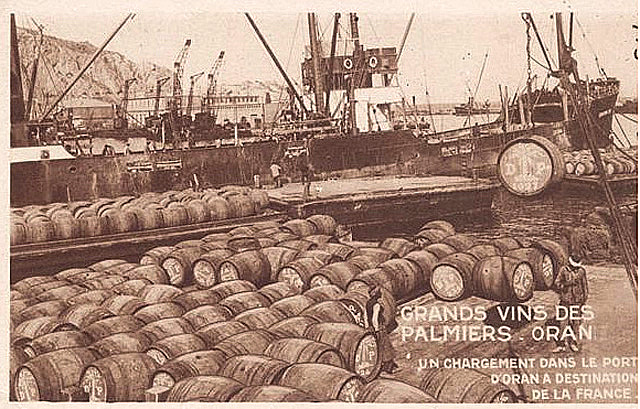
Chargement de vins dans le port d’Oran à destination de la France

Après la crise du phylloxéra, il faut du vin. Le vignoble de l'Île-de-France a disparu, seuls les vignobles méridionaux peuvent s'y substituer grâce aux chemins de fer. On n'hésite donc pas à « faire pisser la vigne ». L'État favorise des importations et de l'afflux des vins d'Algérie qui servent au coupage des vins métropolitains médiocres. Cette pratique est lourde de conséquences et induit une surproduction qui est la véritable raison du marasme économique dans lequel s'englue la viticulture du Languedoc-Roussillon. Le port de Sète, outre son rôle d'entrepositaire, va jouer celui de catalyseur de la crise. Sa présence au centre d'une grande zone de production, y induit les risques de surproduction en encourageant les plantations d'aramons et des conduites de la vigne en taille longue. Il faut du volume. Le coupage nécessaire de ces petits vins pour en augmenter le degré, provoque une demande accrue des vins algériens dont la production passe de 5 000 000 d'hectolitres en 1900 à 8 000 000 en 1904.
Ces fortes productions locales, jointes à l'élaboration de vins factices et à l'importance des coupages avec des vins d’Algérie sature le marché de consommation. L'importation des vins, loin de diminuer, augmente en 1907, aggravant le déséquilibre entre l'offre et la demande. Ce qui génère la chute des cours et de la crise économique.

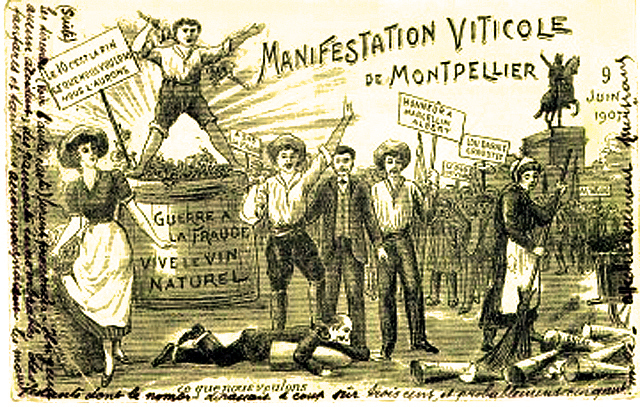
Ce que nous voulons, nous l'aurons, plus de sucre dans le vin

Dès janvier 1907 est tirée une sonnette d'alarme par un rapport diffusé par la Revue de la Société des Viticulteurs de France : « Le sucrage des vendanges n'a été autorisé par la loi qu'en vue de la chaptalisation, c'est-à-dire comme moyen d'améliorer la qualité du vin, et non comme un procédé propre à en augmenter la quantité à l'aide du mouillage. Il est donc légitime d'établir un impôt proportionnel sur le produit naturel ainsi amélioré. Les associations viticoles et le Comité d’œnologie ont depuis longtemps, émis l'avis que toute réglementation du sucrage des vendanges devait avoir pour corollaire une taxe sur les sucres employés dans les vendanges ».
Les petits viticulteurs sont ruinés, les ouvriers agricoles sont au chômage. Il y a un effet domino sur toute la population, la ruine des vignerons entraîne celle des commerçants et des autres corps de métiers, la misère règne sur tout le littoral. Les vendanges de 1906 ne se vendent pas.

## Le comité d'Argeliers

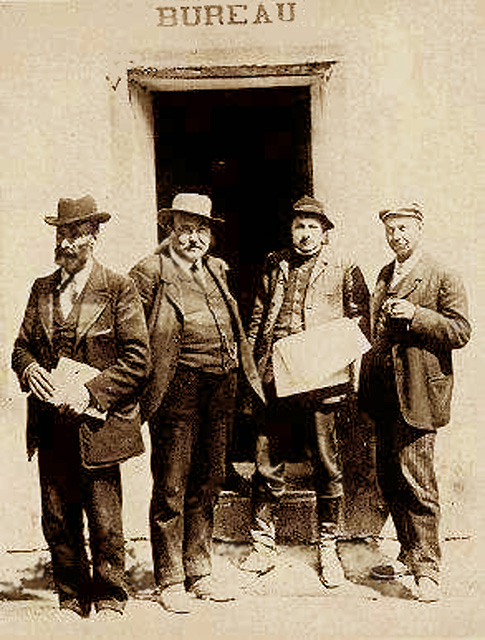
Une partie du Comité d'Argeliers, Marcelin Albert, Marius Cathala, Louis Blanc et le médecin Senty

Le 11 mars 1907, le signal de la révolte est donné par un groupe de vignerons du Minervois, dans le village d'Argeliers. Ils sont menés par Marcelin Albert et Élie Bernard lequel fonde le Comité de défense viticole ou Comité d'Argeliers. Ils organisent une marche, avec 87 vignerons, vers Narbonne, pour avoir une entrevue avec une commission parlementaire. Après ses dépositions, le Comité de défense fait un tour de ville en chantant pour la première fois La Vigneronne, qui dès ce jour-là devint l'hymne de la révolte des gueux. 
C'est dans le cadre du comité d'Argeliers, qui regroupe tous les producteurs, qu'est préparée la riposte à la crise. Le 14 mars, Albert Sarraut, originaire de Bordeaux, sénateur de l'Aude et sous-secrétaire d’État à l’Intérieur, se fait tancer par Clemenceau pour avoir tenté de plaider la cause son électorat : « Je connais le Midi, tout ça finira par un banquet » lui affirme Clemenceau, président du conseil qui siège place Beauvau, au Ministère de l'Intérieur.
Dans cette région où les socialistes étaient fortement implantés, aucun élu notoire ne fit partie, au début, du Comité, ce qui permit à Marcellin Albert, de ne mettre en avant que de revendications corporatistes. Le seul et unique combat qu'il juge utile de mener est celui du vin naturel. C'est à partir de cette conception qu'il refuse d'engager le débat sur les intérêts divergents des ouvriers et des propriétaires, ne remet pas en cause la présence des royalistes qui ne se cachent pas de vouloir récupérer le mouvement, n'apprécie pas que, sous le prétexte que l'occitan est la langue maternelle des viticulteurs du Midi, les régionalistes veuillent faire de ce mouvement un combat séparatiste.

## La manifestation de Narbonne

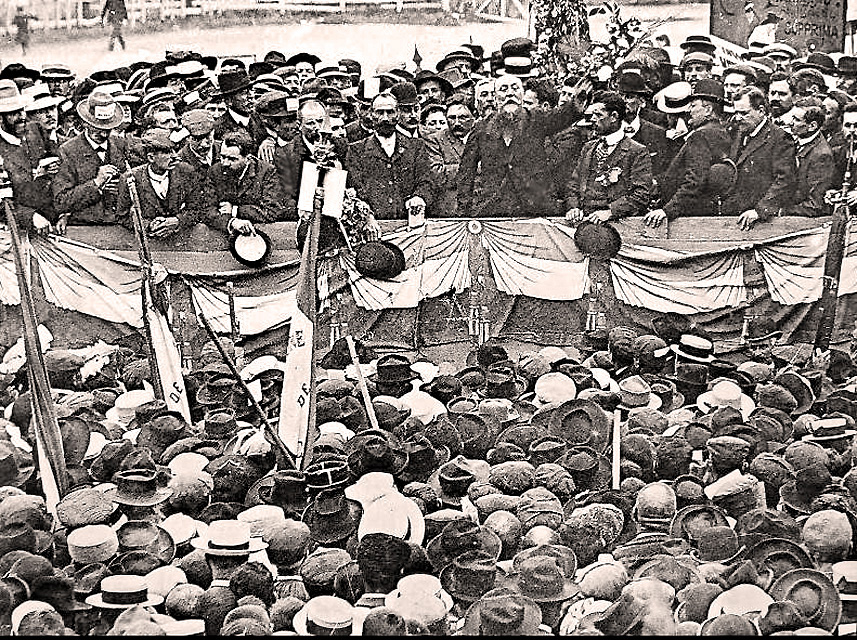
Meeting vigneron où prennent la parole Ernest Ferroul, maire de Narbonne et Marcelin Albert

Le mois de mai va être celui des grands rassemblements dans les préfectures et sous-préfectures du Languedoc-Roussillon. Le premier a lieu à Narbonne où le 5 mai,  un meeting mobilise entre 80 et 100 000 personnes. Le maire, Ernest Ferroul est le premier élu socialiste d'importance à prendre position pour la lutte des viticulteurs du Midi et stigmatise l'État : « Voici longtemps que vous faites crédit à l’État. L'heure est venue où la dette envers vous doit être payée ». Tous les comités de défense viticoles des quatre départements se fédèrent et adoptent le serment des fédérés : « Constitués en comité de salut public pour la défense de la viticulture, nous nous jurons tous de nous unir pour la défense viticole, nous la défendrons par tous les moyens. Celui ou ceux qui, par intérêt particulier, par ambition ou par esprit politique, porteraient préjudice à la motion première et, par ce fait, nous mettraient dans l'impossibilité d'obtenir gain de cause seront jugés, condamnés et exécutés séance tenante ». 

## Création de la confédération

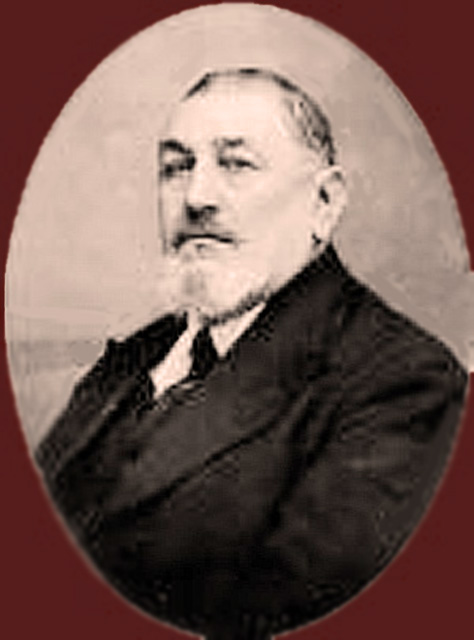
Élie Bernard, Secrétaire Général de la Confédération Générale des Vignerons du Midi (CGV)
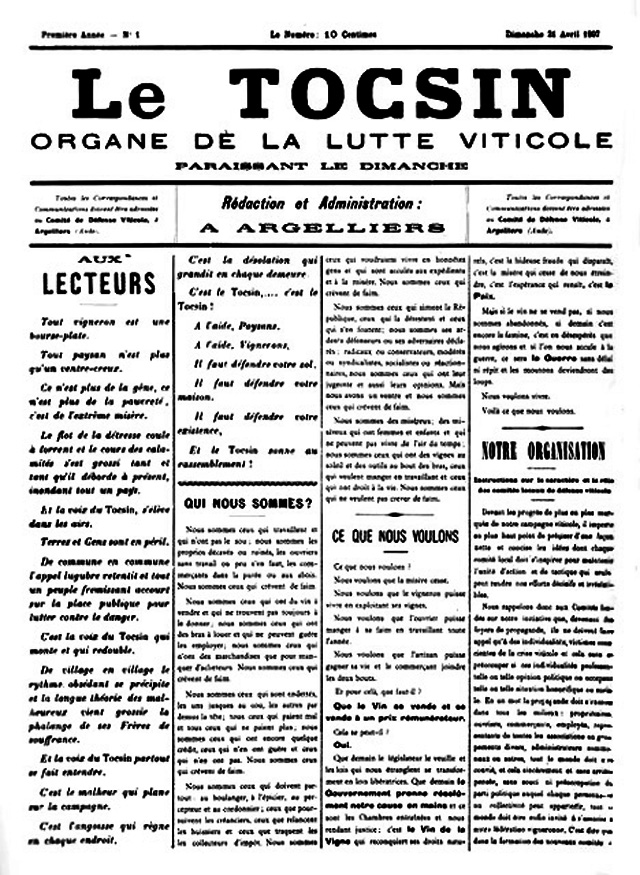
N° 1 du Tocsin, journal du Comité d'Argeliers
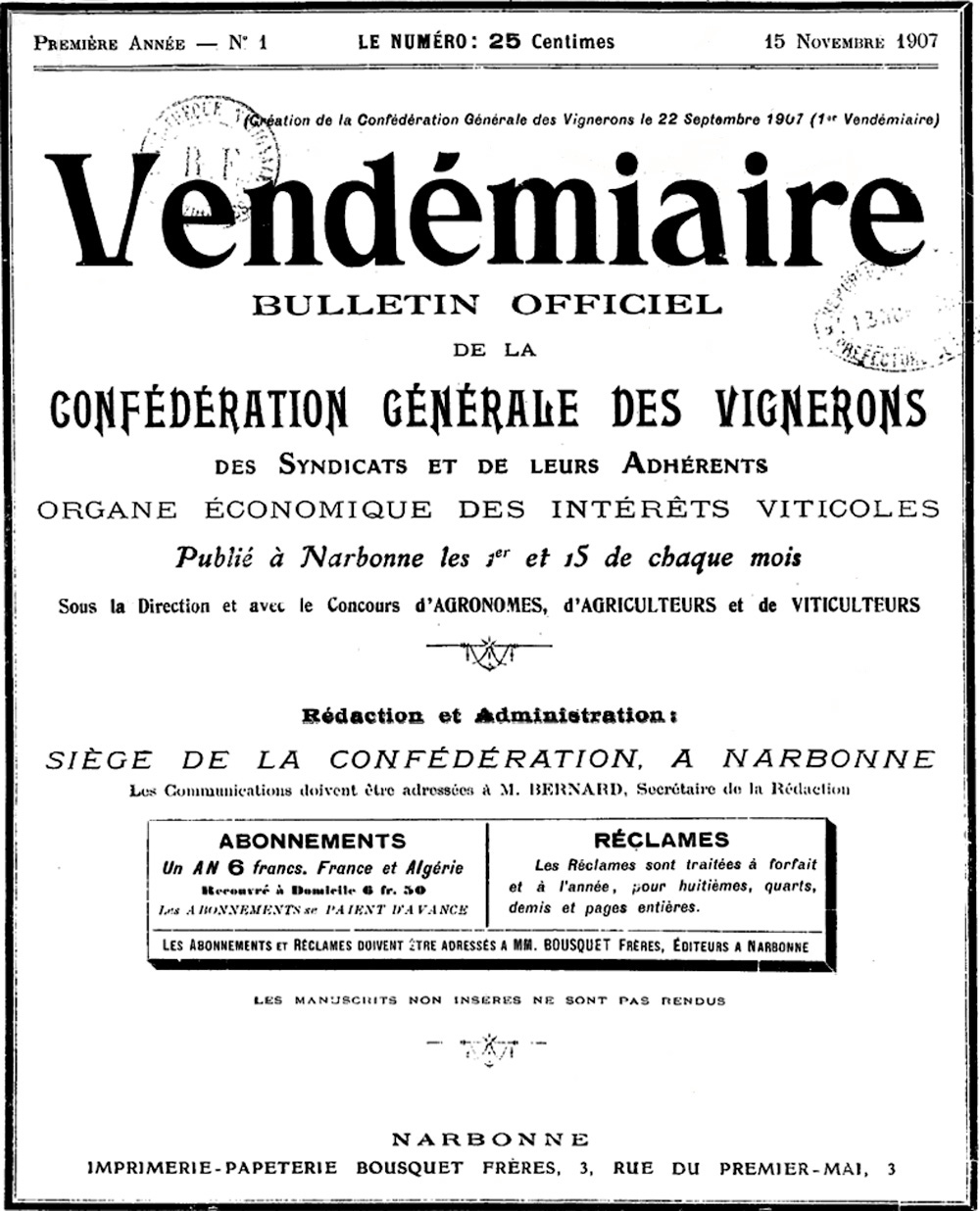
N° 1 du Vendémiaire, bulletin officiel de la Confédération Générale des Vignerons du Midi (CGV)
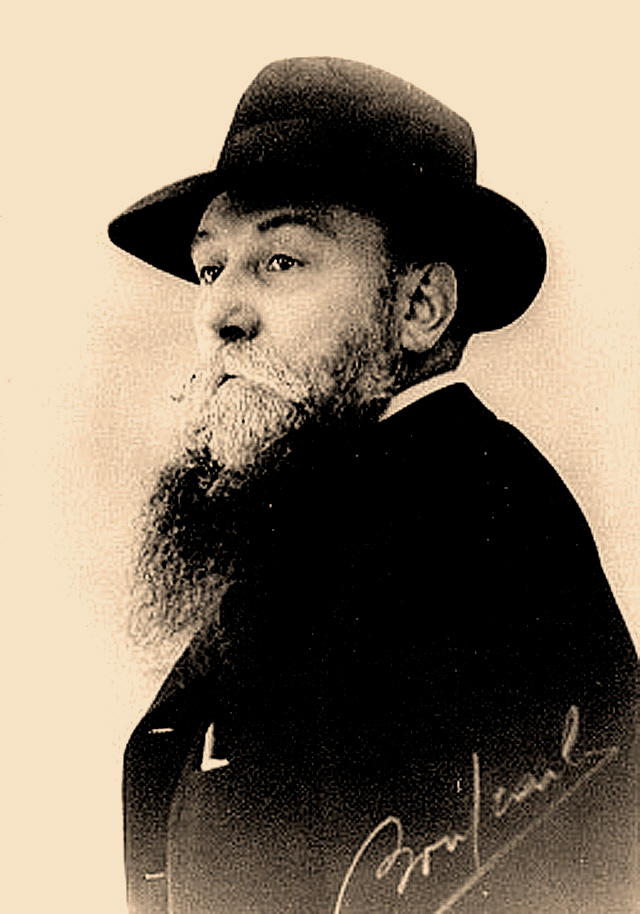
Ernest Ferroul, premier président de la Confédération Générale des Vignerons du Midi (CGV)

Le 15 septembre sort le dernier numéro du Tocsin qui devient le Vendémiaire. La page Marcelin Albert est définitivement tournée. Une semaine plus tard, le 22 septembre, le Comité de Défense Viticole se dissout en se constituant en Confédération Générale des Vignerons du Midi (CGV). Il se fixe comme mission principale la lutte contre la fraude et la protection des intérêts sociaux et économiques des producteurs. Le premier président de la CGV fut Ernest Ferroul et Élie Bernard fut son Secrétaire Général. Statutairement « chaque membre dispose d'un nombre de voix proportionnel à la surface de vignoble qu'il possède »
.  

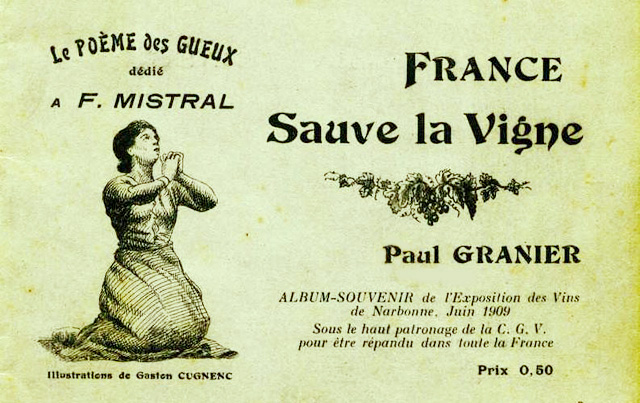
Plaquette souvenir de la CGV éditée lors du salon de Narbonne en 1909
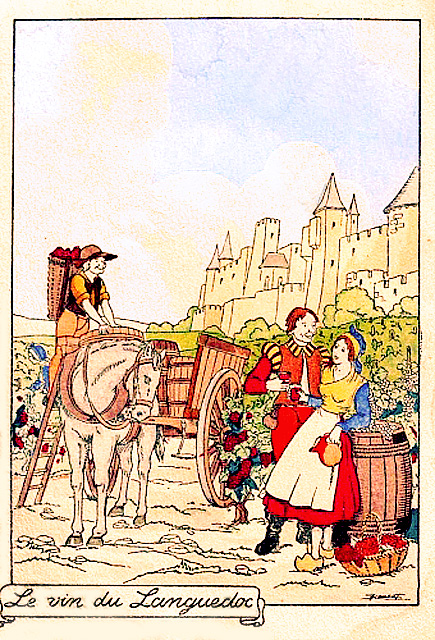
Carte à la gloire du vin du Languedoc (1911)
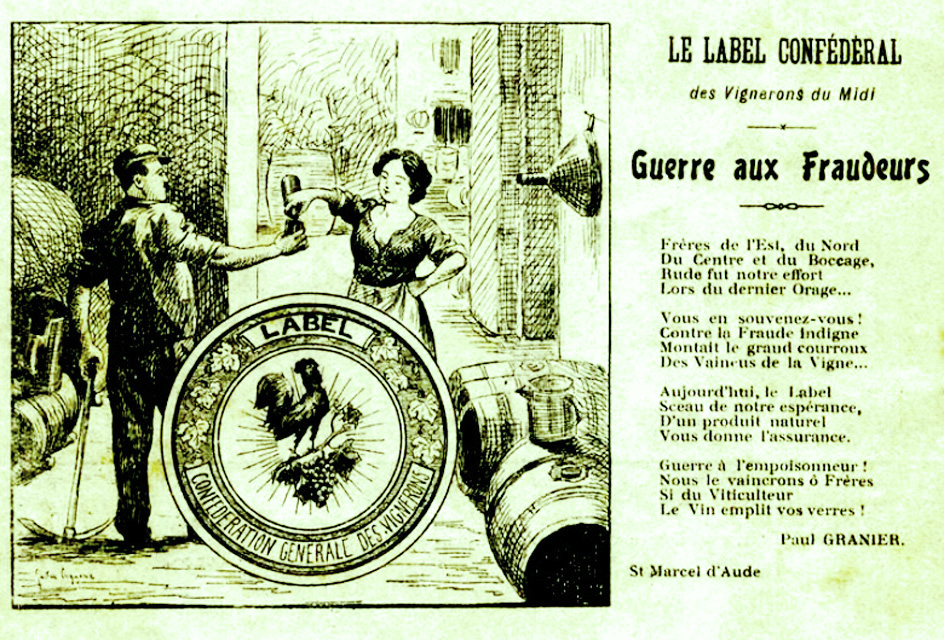
Label confédéral de la CGV, assurance d'un vin naturel